# Микијев алманах
Микијев Алманах је култни стрип за млађе нараштаје који је почео да излази у издању "Дечјих новина" из Горњег Милановца. Излазио је у периоду од јуна 1967. до 1994. године. 

## Историјат
У часопису су углавном објављиване догодовштине Дизнијевих јунака Микија, Шиље, Плутона, Паја Патка итд.. Изашло је укупно 306 бројева у редовној серији од јуна 1967. до јануара 1993. године, 16 ванредних бројева у периоду од децембра 1988. до децембра 1992. године и комплет од 5 бројева који је излазио у току 1993. и 1994. године.Kвалитетнији је био урађен од Забавника, потпуно у боји, лепљени повез, са 100 страница, што је био "гигант" за тадашња дечја издања, која су се вртела до 52 странице максимално.

## Периодичност излажења
Лист је излазио једном месечно.

## Место издавања и штампарија
Лист је штампан у Горњем Милановцу, Београду, две штампарије Бигз и Привредни прглед, и у Новом Саду, штампарија Форум.